# Liste der Monuments historiques in Bard-le-Régulier
Die Liste der Monuments historiques in Bard-le-Régulier führt die Monuments historiques in der französischen Gemeinde Bard-le-Régulier auf.

## Liste der Immobilien
| Bezeichnung                  | Beschreibung           | Standort                 | Kennzeichnung | Schutzstatus | Datum | Bild           |
| ---------------------------- | ---------------------- | ------------------------ | ------------- | ------------ | ----- | -------------- |
| Kirche St-Jean-l’Evangéliste | ab dem 11. Jahrhundert | Place de l’Eglise (Lage) | PA00112096    | Classé       | 1907  | weitere Bilder |

## Liste der Objekte
| Bezeichnung                                 | Beschreibung                                      | Standort                                   | Kennzeichnung | Schutzstatus | Datum | Bild           |
| ------------------------------------------- | ------------------------------------------------- | ------------------------------------------ | ------------- | ------------ | ----- | -------------- |
| Chorgestühl                                 | Holz, 14. Jahrhundert                             | in der Kirche St-Jean-l’Evangéliste (Lage) | PM21000166    | Classé       | 1901  | weitere Bilder |
| Grabmal des Jean de Brazey                  | Liegefigur; Stein, bezeichnet 1305                | in der Kirche St-Jean-l’Evangéliste (Lage) | PM21000167    | Classé       | 1901  | weitere Bilder |
| Skulptur Johannes Evangelist mit Giftbecher | Marmor, Ende des 15. Jahrhunderts                 | in der Kirche St-Jean-l’Evangéliste (Lage) | PM21000168    | Classé       | 1913  |                |
| Skulptur Heiliger Sebastian                 | Holz, farbig gefasst, Anfang des 16. Jahrhunderts | in der Kirche St-Jean-l’Evangéliste (Lage) | PM21000169    | Classé       | 1916  |                |
| Tischaltar                                  | Stein, 12. Jahrhundert                            | in der Kirche St-Jean-l’Evangéliste (Lage) | PM21000170    | Classé       | 1974  |                |
| Fragment eines Altars                       | Stein, 12. Jahrhundert (?)                        | in der Kirche St-Jean-l’Evangéliste (Lage) | PM21002965    | Classé       | 1999  |                |
| Skulptur Mater dolorosa                     | Holz, farbig gefasst, Ende des 16. Jahrhunderts   | in der Kirche St-Jean-l’Evangéliste (Lage) | PM21003977    | Inscrit      | 1993  |                |
| Skulptur Johannes Evangelist                | Holz, farbig gefasst, Ende des 16. Jahrhunderts   | in der Kirche St-Jean-l’Evangéliste (Lage) | PM21003978    | Inscrit      | 1993  |                |
| Grabstein für die Familie Remondorum        | Stein, bezeichnet 1702                            | in der Kirche St-Jean-l’Evangéliste (Lage) | PM21004090    | Inscrit      | 1994  |                |
| Himmelfahrtsmadonna                         | Holz, farbig gefasst, Anfang des 18. Jahrhunderts | in der Kirche St-Jean-l’Evangéliste (Lage) | PM21004091    | Inscrit      | 1994  |                |
| Tabernakel                                  | Holz, farbig gefasst, 17. Jahrhundert             | in der Kirche St-Jean-l’Evangéliste (Lage) | PM21004092    | Inscrit      | 1994  |                |
| Skulptur eines Heiligen mit Buch            | Stein, farbig gefasst, 16. Jahrhundert            | in der Kapelle Notre-Dame-de-Grâce (Lage)  | PM21007124    | Inscrit      | 2023  |                |
| Skulptur Thronende Madonna                  | Stein, farbig gefasst, 14. oder 15. Jahrhundert   | in der Kapelle Notre-Dame-de-Grâce (Lage)  | PM21007123    | Inscrit      | 2023  |                |
| Reliquienbüste eines Bischofs               | Holz, 15. Jahrhundert (?)                         | in der Kapelle Notre-Dame-de-Grâce (Lage)  | PM21007125    | Inscrit      | 2023  |                |